# UFC 66
UFC 66: Liddell vs. Ortiz II foi um evento de artes marciais mistas promovido pelo Ultimate Fighting Championship, ocorrido em 30 de dezembro de 2006 no MGM Grand Garden Arena em Paradise, Nevada. A luta principal do evento foi pelo Cinturão Meio-Pesado do UFC entre o campeão Chuck Liddell e o desafiante Tito Ortiz.

## Resultados
Nota 1 Pelo Cinturão Meio-Pesado do UFC.

Nota 2 Alves testou positivo para espironolactona. Ele foi penalizado com a perda de U$5 000 pela NSAC e foi suspenso por oito meses.

## Bônus da Noite
- Luta da Noite:  Chuck Liddell vs.  Tito Ortiz
- Nocaute da Noite:  Keith Jardine
- Finalização da Noite:  Jason MacDonald

## Ligações Externas
- Página oficial

1. ↑  Nota 1
2. ↑  Nota 2